# كلارك إيرفن
كلارك إيرفن (بالإنجليزية: Clark Ervin)‏ هو سياسي أمريكي، ولد في 1 أبريل 1959. حزبياً، نشط في الحزب الجمهوري.